# 3311 Podobed
3311 Podobed este un asteroid din centura principală, descoperit pe 26 august 1976 de Nikolai Cernîh.